# Convocazioni al campionato europeo dei piccoli stati femminile di pallavolo 2009
Elenco delle giocatrici convocate per il campionato europeo dei piccoli stati 2009.

## Cipro
| N° | Nome                 | Ruolo | Data di nascita  | Squadra |
| -- | -------------------- | ----- | ---------------- | ------- |
| -  | Nikolas Ioannou      | All   | -                | -       |
| -  | Panagiota Aristeidou | L     | 24 luglio 1975   | -       |
| -  | Antra Charalambous   | S     | 14 febbraio 1987 | -       |
| -  | Nina Chuda           | S     | 8 maggio 1986    | -       |
| -  | Elisabeth Creney     | S     | 5 gennaio 1980   | -       |
| -  | Afroditi Faouta      | C     | 19 gennaio 1982  | -       |
| -  | Eleni Michael        | S     | 13 novembre 1981 | -       |
| -  | Ivana Milanović      | C     | 25 agosto 1980   | -       |
| -  | Oxana Pavlou         | C     | 27 gennaio 1977  | -       |
| -  | Tetyana Timokhova    | P     | 19 gennaio 1974  | -       |
| -  | Sofia Tsangaridou    | P     | 14 gennaio 1980  | -       |
| -  | Emanouela Vasiliou   | C     | 29 marzo 1991    | -       |
| -  | Chryso Vouvakou      | S     | 28 novembre 1986 | -       |

## Liechtenstein
| N° | Nome                | Ruolo | Data di nascita   | Squadra |
| -- | ------------------- | ----- | ----------------- | ------- |
| -  | Jurgen Albrecht     | All   | -                 | -       |
| -  | Esther Biedermann   | S     | 25 luglio 1984    | -       |
| -  | Zana Bores          | -     | 7 agosto 1989     | -       |
| -  | Melanie Büchel      | S     | 14 settembre 1983 | -       |
| -  | Julia Fehr          | S     | 23 dicembre 1986  | -       |
| -  | Katrin Hasler       | C     | 23 maggio 1983    | -       |
| -  | Alejandra Maldonado | S     | 2 luglio 1992     | -       |
| -  | Rafaela Maldonado   | P     | 14 gennaio 1991   | -       |
| -  | Barbara Marxer      | C     | 29 settembre 1984 | -       |
| -  | Monika Marxer       | P     | 27 dicembre 1986  | -       |
| -  | Rebecca Näff        | C     | 8 dicembre 1990   | -       |
| -  | Veronica Nigsch     | C     | 19 ottobre 1991   | -       |
| -  | Laura Rüegg         | L     | 4 giugno 1987     | -       |

## Lussemburgo
| N° | Nome              | Ruolo | Data di nascita   | Squadra |
| -- | ----------------- | ----- | ----------------- | ------- |
| -  | -                 | All   | -                 | -       |
| -  | Claude Bichel     | -     | 30 gennaio 1993   | -       |
| -  | Nathalie Braas    | S     | 18 marzo 1994     | -       |
| -  | Michèle Breuer    | P     | 24 marzo 1993     | -       |
| -  | Martine Emeringer | -     | 9 gennaio 1981    | -       |
| -  | Isabelle Frisch   | L     | 16 dicembre 1987  | -       |
| -  | Patricia Gengler  | -     | 23 gennaio 1980   | -       |
| -  | Betty Hoffmann    | S/O   | 11 gennaio 1996   | -       |
| -  | Anne-Marie Lebon  | -     | 27 maggio 1979    | -       |
| -  | Patricia Noesen   | -     | 22 febbraio 1981  | -       |
| -  | Véronique Steffen | -     | 22 aprile 1977    | -       |
| -  | Martine Weber     | -     | 9 agosto 1987     | -       |
| -  | Julie Zorn        | -     | 11 settembre 1986 | -       |

## San Marino
| N° | Nome                    | Ruolo | Data di nascita  | Squadra |
| -- | ----------------------- | ----- | ---------------- | ------- |
| -  | Luigi Morolli           | All   | -                | -       |
| -  | Cristina Baciocchi      | S     | 4 agosto 1987    | -       |
| -  | Veronica Barducci       | S     | 14 luglio 1983   | -       |
| -  | Martina Bologna         | P     | 11 novembre 1991 | -       |
| -  | Martina Mazza           | L     | 26 dicembre 1987 | -       |
| -  | Maria Camilla Montironi | P     | 17 marzo 1989    | -       |
| -  | Giulia Muccioli         | C     | 28 marzo 1988    | -       |
| -  | Chiara Parenti          | S     | 19 dicembre 1991 | -       |
| -  | Elisa Parenti           | S/O   | 12 aprile 1979   | -       |
| -  | Elisa Vannucci          | C     | 31 agosto 1988   | -       |
| -  | Alessandra Zannoni      | -     | 20 marzo 1976    | -       |